# Mark Bowden
Mark Robert Bowden (II), född 17 juli 1951 i Saint Louis, Missouri, är en amerikansk författare och journalist.
Bowden föddes i Saint Louis, Missouri i USA och studerade vid Loyola College i Maryland, där han tog studenten 1973. Sedan 1979 har han skrivit regelbundet för The Philadelphia Inquirer men även publicerats i tidskrifter som Men's Journal, The Atlantic, Sports Illustrated och Rolling Stone. Han har erhållit flera priser för sitt författarskap och sin journalistik.
Bowden blev internationellt känd för sin bok Black Hawk Down: A Story of Modern War (1999) som 2001 filmatiserades med Ridley Scott som regissör.
Bowdens son Aaron är även han författare.

### Böcker
- Bringing the Heat (1994; ISBN 0-679-42841-0)
- Black Hawk Down: A Story of Modern War (1999; ISBN 0-87113-738-0)
- Doctor Dealer: The Rise and Fall of an All-American Boy and His Multimillion-Dollar Cocaine Empire (2000; ISBN 0-8021-3757-1)
- Unravelling the Landscape (2000; ISBN 0-7524-1447-X)
- Killing Pablo: The Hunt for the World's Greatest Outlaw (2001; ISBN 0-87113-783-6)
- Our Finest Day: D-Day, June 6, 1944 (2002; ISBN 0-8118-3050-0)
- Finders Keepers: The Story of a Man Who Found $1 Million (2002; ISBN 0-87113-859-X)
- Executive Secrets: Covert Action and the Presidency (av William J. Daugherty, förord av Bowden) (2004; ISBN 0-8131-2334-8)
- Thunder Run: The Armored Strike to Capture Baghdad (av David Zucchino) (2005; ISBN 0-87113-911-1)
- Road Work: Among Tyrants, Heroes, Rogues, and Beasts (2006; ISBN 0-87113-876-X)
- Guests of the Ayatollah: The First Battle in America's War with Militant Islam (2006; Ayatollahns gäster - Gisslandramat i Teheran 1979; ISBN 91-518-4794-9)

### Filmatiseringar
- Money for Nothing (1993]) (baseras på artikeln "The Joey Coyle Story")
- Black Hawk Down (2001)
- The True Story of Killing Pablo (2002) (TV)
- The Essence of Combat: Making Black Hawk Down (2003) (video)
- The True Story of Black Hawk Down (2003) (TV)
- Killing Pablo (2005)
- Guests of the Ayatollah (2006) (TV)

## Priser
- Finalist i American Society Newspaper Editors för bästa tidningsartikel 1979 (för "Life in the Projects")
- Utmärkelse från American Association for Advancement of Science 1980
- Utmärkelse från Sunday Magazine Editors Association 1987 (för "Finder's Keeper's")
- Finalist i National Book Award 1999 (för "Black Hawk Down: A Story of Modern War")